# Sarah Heard
Sarah Heard (* 4. Oktober 1983 in Ballarat) ist eine australische Ruderin. 2005 war sie Weltmeisterin.
Heard begann 1998 mit dem Rudern. Nach einem fünften Platz bei der U23-Weltregatta 2004 rückte Heard 2005 in den australischen Achter auf. Das Boot siegte beim Weltcup in München und bei den Ruder-Weltmeisterschaften 2005 in Gifu, den Weltmeistertitel holte das Boot in der Besetzung Sarah Tait, Robyn Selby Smith, Sonia Mills, Kate Hornsey, Emily Martin, Fleur Chew, Pauline Frasca, Sarah Heard und Steuerfrau Elizabeth Patrick.
Bei den Ruder-Weltmeisterschaften 2006 in Eton trat Heard in zwei Bootsklassen an: mit Emily Martin belegte sie den neunten Platz im Zweier ohne Steuerfrau und mit dem Achter gewannen Heard und Martin die Bronzemedaille. Nach einem vierten Platz im Achter bei den Ruder-Weltmeisterschaften 2007 in München belegte das Boot bei den Olympischen Spielen 2008 in Peking den sechsten Platz. 2010 bei den Weltmeisterschaften in Neuseeland gewann Sarah Heard eine Silbermedaille mit dem Vierer ohne Steuerfrau zusammen mit Sarah Cook, Pauline Frasca und Kate Hornsey.